# اروين فابر
اروين فابر (بالألمانية: Erwin Faber)‏ (و. 1891 – 1989 م) هو ممثل مسرحي، وممثل أفلام نمساوي، ولد في إنسبروك، توفي في ميونخ، عن عمر يناهز 98 عاماً.

## وصلات خارجية
- اروين فابر على موقع IMDb (الإنجليزية)
- اروين فابر على موقع قاعدة بيانات الأفلام السويدية (السويدية)
- اروين فابر على موقع قاعدة بيانات الفيلم (الإنجليزية)
- اروين فابر على موقع كينوبويسك (الروسية)

- اروين فابر في قاعدة بيانات الأفلام على الإنترنت